# Delias mira
Delias mira är en fjärilsart som beskrevs av Rothschild 1904. Delias mira ingår i släktet Delias och familjen vitfjärilar. Inga underarter finns listade i Catalogue of Life.

## Bildgalleri

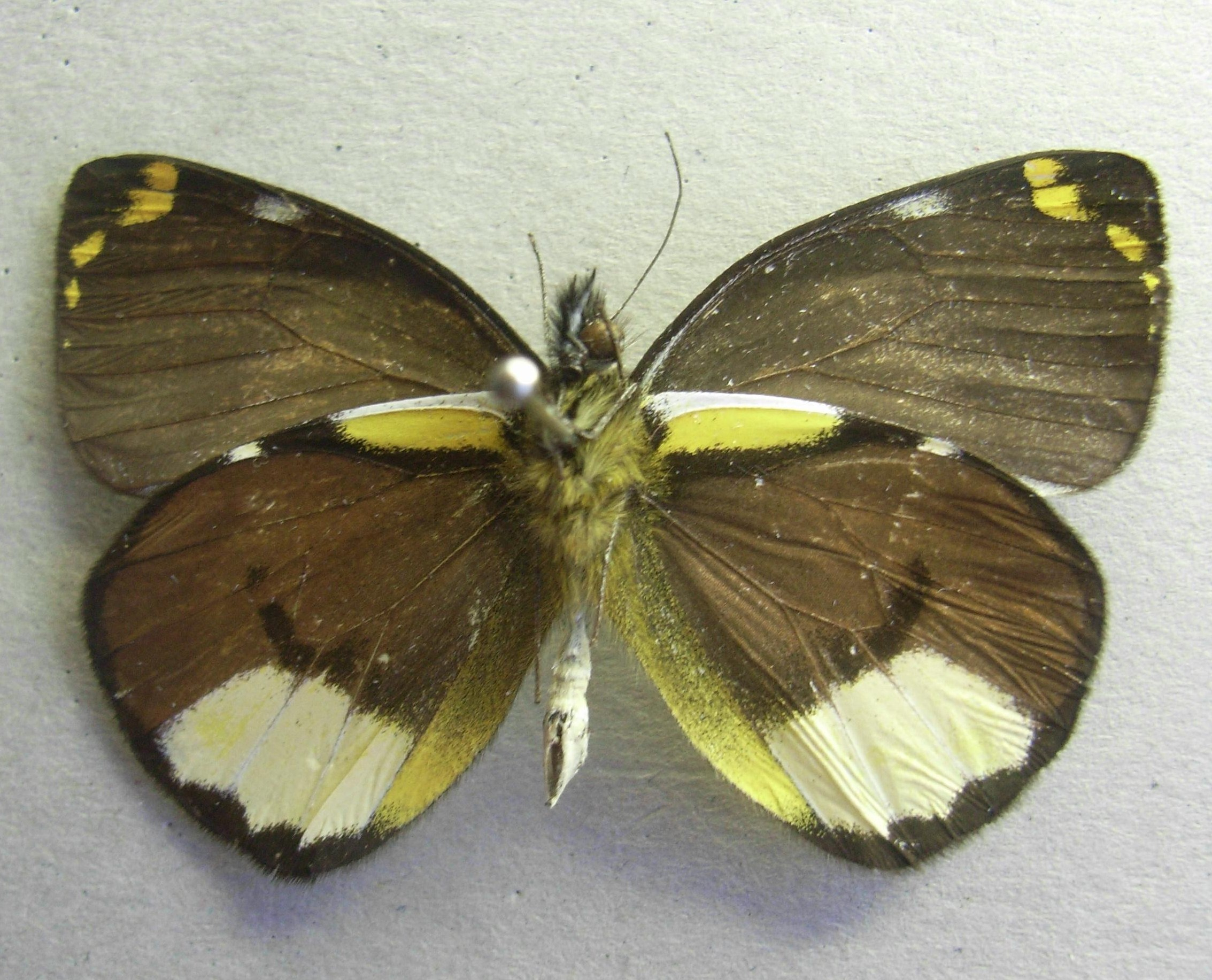
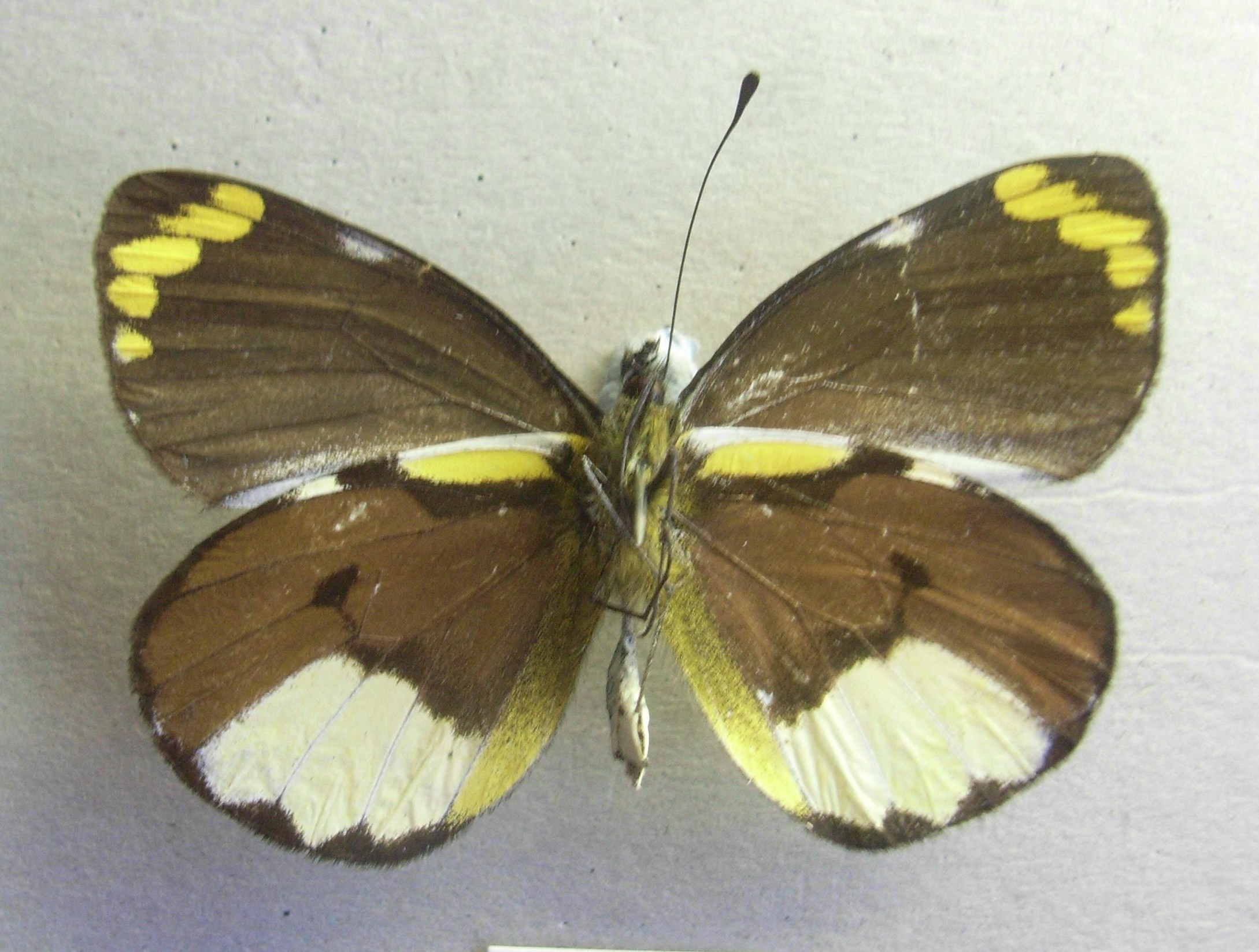
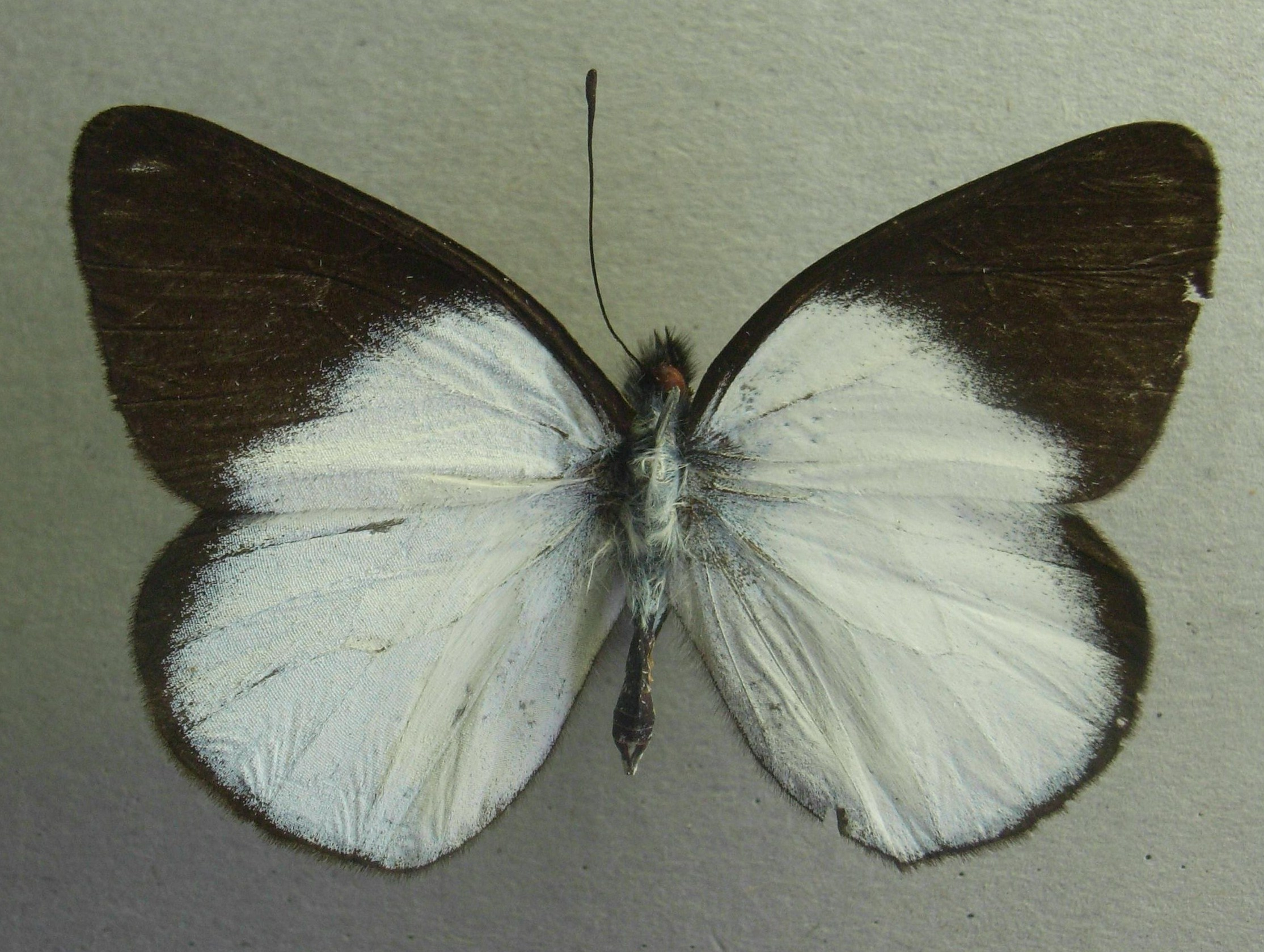